# Детская художественная школа имени А. С. и М. М. Чиненовых
Детская художественная школа имени Андрея Семеновича и Марии Михайловны Чиненовых — муниципальное образовательное учреждение дополнительного образования детей (МОУ ДОД), расположено в центре города Ростова-на-Дону.
Первое заведение подобного профиля конца XIX в. во всем Приазовском крае. Школа послужила основой для создания Ростовского художественного училища имени М. Б. Грекова.

## История
В 1876 году в Ростов приехал молодой художник Андрей Чиненов, окончивший знаменитую Московскую государственную художественно-промышленную академию имени С. Г. Строганова. Спустя двадцать лет, 6 февраля 1986 года (по иным источникам — в конце 1895 года), Андрей Семенович, будучи председателем художественного комитета аристократического общества Ростова-на-Дону, «…Учреждает первую и единственную во всем Приазовском крае общедоступную художественную школу, именуемую рисовальными классами…».
Решено было также, что городская казна будет выделять ежегодно 1000 рублей на содержание рисовальных классов. Строгановское училище прислало ростовчанам необходимые для художественного образования принадлежности. Уроки рисования вез сам А. С. Чиненов. Ему помогала жена — скульптор по образованию — М. М. Чиненова (урождённая Феогности).
Ученик Чиненовых — А. М. Ахназарян вспоминал впоследствии что, несмотря на разницу в возрасте (Андрей Семенович был значительно старше Марии Михайловны), это была на редкость гармоничная, счастливая пара. Они были «утонченно простыми» людьми.
Жили супруги вместе со своими двумя дочерьми в Нахичевани (ныне Пролетарский район Ростова), по адресу: 1-я линия, 35.
О том что, образовав на Дону художественную школу, А. С. Чиненов произнес новое, оригинальное слово в системе отечественного образования, говорит хотя бы тот факт, что на всемирной выставке в Париже (1900 год) разработанный им метод преподавания рисования был удостоен диплома и бронзовой медали…
Древо художественного образования, посаженное некогда заботливыми и умелыми руками супругов Чиненовых, прижилось, разрослось в наших краях. Оно и сегодня обильно плодоносит… То, что когда-то начиналось всего лишь с рисовальных классов, сегодня представляет собой 14 областных детских художественных школ, 46 художественных отделений при областных детских школах искусств, ростовское художественное училище имени М. Б. Грекова, художественно — графический факультет при Ростовском государственном педагогическом университете. Есть такое замечательное выражение — «Верность традициям». Их и хранят сегодня ростовские художники.
В 1914 году Чинёнов получил разрешение Российской академии художеств на открытие в Ростове-на-Дону самостоятельной частной художественной школы — класса рисования и лепки.
В 1920 году школа получает статус Первой советской художественной школы Донского профессионального образования. В 1928 году данное учебное заведение объединяется с Нахичеванской промышленной школой и получает название художественно-промышленного техникума, а с 1938 года, данный техникум становится известным на всю страну Ростовским художественным училищем.

## Общие сведения
В школе обучается около 400 учащихся в возрасте от 6 до 17 лет. В обязательную программу обучения входят такие специальные учебные дисциплины как: рисунок, живопись, композиция, скульптура и история искусств.
На базе школы открыты подготовительные классы для детей дошкольного и младшего школьного возраста. Занятия проводят опытные педагоги-художники. Программа обучения построена таким образом, чтобы учащийся получил широкий диапазон профессиональных знаний, а также навыки работы с различными изобразительными материалами. Школа ведет активную выставочную деятельность.
В феврале 2006 года на базе школы открыт первый в области класс компьютерной графики по специальности «основы компьютерного дизайна». Благодаря сотрудничеству школы с музеями, выставочными залами города и области, учащиеся ДХШ имеют возможность на уроках истории искусств, слушать лекции профессиональных искусствоведов.
Школа обзавелась собственной видеотекой, в которой представлены фильмы о различных направлениях мирового искусства, истории создания произведений живописи и зодчества, а также творческом пути великих мастеров прошлого.
За 2005—2010 годы приняли участие в 47-ми Международных и Российских конкурсах, лауреатами которых стали 54 учащихся, за этот период 120 выпускников школы поступили в специальные профильные учебные заведения. По состоянию на 2011 год в школе обучались 325 человек.
Среди выпускников школы такие художники, скульпторы и архитекторы как Е. В. Вучетич, А. И. Лактионов, С. Г. Корольков, Л. Ф. Эберг, А. П. Зимина.